# DNOC
Le  4,6-dinitro-ortho-cresol (DNOC) est un composé organique de formule CH3C6H2(NO2)2OH. C'est un solide jaune, inodore, légèrement soluble dans l'eau.
Le DNOC et certains de ses dérivés ont été utilisés comme pesticides (insecticide, fongicide et herbicide) ; ils sont désormais interdits en raison de leur forte toxicité.
Cette substance figure sur la liste de substances actives de produits phytopharmaceutiques interdites par l'Union européenne depuis février 1999. Elle est particulièrement toxique et peut même être mortelle pour l'homme si les doses ingérées sont importantes (quelques grammes).
En France, le DNOC était utilisé comme herbicide dans les cultures de céréales et comme traitement insecticide pendant le repos végétatif dans les vignes et les vergers.